# Troglohyphantes pretneri
Troglohyphantes pretneri este o specie de păianjeni din genul Troglohyphantes, familia Linyphiidae, descrisă de Deeleman-reinhold, 1978.
Este endemică în Montenegro. Conform Catalogue of Life specia Troglohyphantes pretneri nu are subspecii cunoscute.